# منصور البرکی
منصور البرکی (عربی: منصور البركي؛ زادهٔ ۳ ژوئیهٔ ۱۹۸۵) بازیکن فوتبال اهل لیبی است.
از باشگاه‌هایی که در آن بازی کرده‌است می‌توان به باشگاه فوتبال القیروانیه اشاره کرد.
وی همچنین در تیم ملی فوتبال لیبی بازی کرده‌است.